# سوق نعمان
سوق نعمان (به عربی: سوق نعمان) یک شهرداری در الجزایر است که در ناحیه سوق نعمان واقع شده‌است. سوق نعمان ۲۲۷ کیلومتر مربع مساحت و ۲۳٬۹۸۸ نفر جمعیت دارد.